# Domenico Massenzio
Domenico Massenzio (Ronciglione, província de Viterbo, 28 de març de 1586 – Roma, 23 d'octubre de 1657) fou un compositor italià del segle xvii. Fou canonge de la col·legiata de la seva vila nadiua, degà dels beneficiats de l'església de Santa Maria in via Lata de Roma i mestre de capella de la congregació de nobles, en la casa professa dels jesuïtes. Fou deixeble del també famós compositor Felice Anerio (1560-1630).
Deixà sis llibres de motets, d'una a sis veus (Roma, 1618);
- tres llibres de salms (Roma, 1618);
- Completorium integrum cum Ave Regina et Mocteti duo octonis vocibus (Roma, 1630);
- quatre llibres de salms, a vuit veus, (Roma, 1630);
- Psalmodia Vespertina tam de Dominicis quam de apostolis cum Regina Coelis Salve Regina et duplici Magnificat, (Roma, 1631);
- Motteti e Litanie a piu voci, (Roma, 1631);
- set llibres de salms a quatre veus (Roma, 1632-1643).